# Чепца (село)
Чепца́ (рос. Чепца) — село (колишнє селище) в Кезькому районі Удмуртії, Росія.
Було засноване як Пизепська Промартель.
Населення — 1459 осіб (2010; 1742 в 2002).
Національний склад станом на 2002 рік:
- росіяни — 52 %
- удмурти — 45 %

Урбаноніми:
- вулиці — Жовтнева, Заводська, Залізнична, Калініна, Кірова, Комсомольська, Куйбишева, Леніна, Луппова, Миру, Молодіжна, Молодої Гвардії, Першотравнева, Підлісна, Піонерська, Польова, Праці, Пролетарська, Радянська, Сибірська
- провулки — Молодіжний, Шкільний